# Спинета (Батипаља)
Спинета је насеље у општини Батипаља у Италији, у округу Салерно, региону Кампанија.
Према процени из 2011. у насељу је живело 16 становника. Насеље се налази на надморској висини од 1 м.